# Gwiazdozbiór Pompy
Pompa (łac. Antlia, dop. Antliae, Ant) – 62. co do wielkości gwiazdozbiór nieba południowego, w całości widoczny na południe od równoleżnika 48°N, wprowadzony w 1763 roku przez francuskiego astronoma, kartografa i duchownego Nicolasa-Louisa de Lacaille’a, pierwotnie jako Pompa Pneumatyczna (la Machine Pneumatique), dla uczczenia naukowych i technicznych wynalazków. Astronom stworzył ten gwiazdozbiór, kiedy pracował w obserwatorium na Przylądku Dobrej Nadziei. W tym przypadku była to pompa powietrzna, którą zaprojektował francuski fizyk Denis Papin. Inna wersja podaje, że dla upamiętnienia wynalezienia pompy powietrznej przez Roberta Boyle’a i jego asystenta Roberta Hooke’a na Uniwersytecie w Oksfordzie. Od czasów Lacaille’a gwiazdy i kształt Pompy nie uległy istotnym zmianom.
Liczba gwiazd dostrzegalnych nieuzbrojonym okiem wynosi około 20, dlatego ten obszar nieba nie był wcześniej wyróżniony przez starożytnych. W Polsce gwiazdozbiór wznosi się nieznacznie ponad południowy horyzont i jest najlepiej widoczny w połowie lutego.

## Gwiazdy Pompy
Pompa leży bardzo blisko płaszczyzny Drogi Mlecznej, a w jej tle jest sporo słabych gwiazd. Główne gwiazdy Alfa (α), Theta (θ), Epsilon (ε) i Jota (ι), wszystkie pomiędzy czwartą a piątą wielkością gwiazdową, tworzą duży trapezoid, mało podobny do pompy powietrznej.
- Najjaśniejsza gwiazda Alfa Antliae (α Ant), ma jasność zaledwie 4,28m. Jest to pomarańczowy olbrzym typu K i temperaturze około czterech tysięcy kelwinów, znajdujący się w odległości 365 lat świetlnych od Słońca. Przy masie około 2,5 razy większej od masy Słońca jest ponad 500 razy jaśniejszy od niego. Jako starzejąca się gwiazda, zbliża się do końca swojego życia, wkrótce stanie się czerwonym olbrzymem i po okresie pulsowania w charakterze zmiennej typu Miry skończy jako biały karzeł[1].
- Delta (δ) Antliae to niebieskobiała gwiazda o szóstej jasności obserwowanej, ma towarzysza dziesiątej wielkości widocznego w małym teleskopie. Znajduje się w odległości 481 lat świetlnych[3].
- Zeta (ζ) Antliae, oglądana przez lornetkę, jest luźną parą gwiazd szóstej wielkości o niemal takim samym żółtym kolorze. Jaśniejsza z nich ma towarzysza siódmej wielkości. Odległość 375 lat świetlnych od Słońca.

## Interesujące obiekty
Chociaż Pompa leży blisko Drogi Mlecznej, nie zdobią jej żadne gromady gwiazd czy mgławice. Natomiast gwiazdozbiór przepełniają galaktyki.
- NGC 2997 to efektowna galaktyka spiralna, nachylona pod kątem 45° do naszej linii widzenia. Jest położona w odległości około 40 mln lat świetlnych. Swym wyglądem – układem ramion – przypomina nieco galaktykę Wiatraczek z gwiazdozbioru Hydry, ale w odróżnieniu od niej nie ma zgrubienia centralnego. W ramionach galaktyki widać sporo czerwonych „bąbli” zjonizowanego wodoru – to oznaka rodzących się niebieskich gwiazd. Wokół centrum widać strukturę utworzoną przez liczne żółte gwiazdy[2][4]. W 2003 i 2008 roku zarejestrowano w niej gwiazdy supernowe[5].
- NGC 3347, która składa się z NGC 3354 i NGC 3358 jest doskonałą grupą galaktyk dla obserwowania przez 20-centymetrowy teleskop.
- Dwie najjaśniejsze galaktyki eliptyczne to NGC 3268 i NGC 3258 leżące w odległości 133 milionów lat świetlnych. Wchodzą w skład Gromady Antila składającej się z około 234 galaktyk[2].

## Planety pozasłoneczne
W gwiazdozbiorze odkryto gwiazdę HD 93083 z planetą typu jowiszowego HD 93083 b. Jest to pomarańczowy karzeł, wielkością podobny do Słońca i tylko nieco chłodniejszy od niego. Metodą tranzytu odkryto też obecność super-Jowisza krążącego wokół gwiazdy WASP-66.